# 광주인화학교 성폭력 사건
광주인화학교 성폭력 사건은 광주 인화학교에서 교장과 교직원에 의해 지속적으로 일어난 장애인 아동 성폭력 사건이다. 소설 《도가니》의 발간 이후 사람들의 큰 관심을 불러 일으켜 '도가니 사건'이라 부르기도 한다.

## 전개
2005년 6월 22일에 장애인 성폭력 상담소에 일부 교직원이 학생 성폭행 사실을 최초 제보하였으며 7월 8일에 26개 시민단체로 구성된 성폭력 대책위가 결성되었다. 11월 1일 MBC PD수첩에서 "은폐된 진실, 특수학교 성폭력 사건" 을 고발 보도한 이후 11월 27일, 전 행정실장과 재활교사 등 2명이 성폭력 혐의로 구속되었다. 2006년 5월 16일부터 2007년 1월 12일까지 재단 임원 해임 명령을 촉구하는 천막농성이 진행되는 등 항의가 빗발치자 8월 21일 국가인권위원회에서 임원 해임을 권고함과 동시에 추가 가해자 6명을 고발하였다. 12월 8일 광주 인화학교 성폭력 대책위는 대한민국 인권상을 수상하였다.
2007년 3월 19일, 중고등부 학생 8명이 등교를 거부하며 4월 28일~5월25일간 시교육청 앞에서 천막수업을 실시했다. 5월 28일, 학생들이 학교장에게 계란과 밀가루 등을 던지자 3일 뒤인 5월 31일에 학교장이 해당 학생들을 폭행 혐의로 고소하였다. 6월 13일에 학생 성폭행 혐의로 직위 해제됐던 교직원이 복직하자 6월 24일 청각장애 학생들을 사랑하는 모임에서 고소 취하 서명을 제출하였다. 9월 27일 재단은 성폭력 대책위에 참여한 교사에게 파면 및 임용 취소, 정직, 감봉 등의 징계를 내렸으며, 사태를 처음 외부에 알린 보육사는 대기 발령 조치를 내린 뒤 결국 해임한다. 그해 10월 10일 성폭력 전임 교장에게 징역 5년이 구형되었다.
2009년 6월, 소설 도가니가 출간되어 광주 인화학교 사건이 재조명받는 계기가 되었다.
2010년 광주 인화학교에서 또 다시 성폭력 사건이 발생하였으나 지자체의 조사를 거부하였다.
2011년 광주 인화학교는 '서영학교'로 교명 세탁을 시도함과 동시에 재활사업 대상을 청각 언어장애에서 지적 장애로 넓히기 위해 정관 변경을 신청하였으나 7월 6일 광주 인화학교 성폭력 대책위에서 광주 인화학교의 이름, 정관 변경 신청 등을 규탄하기 위한 기자 회견 개최하는 등 반대 여론이 빗발쳤다.
결국 성폭력 가해 교장은 아무런 법적 처벌 받지 않은 채 암으로 사망하였다.
2011년 9월에 영화 도가니가 개봉하며 사회적 이슈가 되었다.
폐교 이후 학교 건물은 철거되거나 매각되지 못하고 그대로 방치되어 있다.

## 관련 입법
이사건으로 인해 일명 도가니법이 만들어졌다.
도가니법은 2011년 11월 17일부터 장애인과 13세 미만의 아동을 성폭행했을 경우 7년, 10년에서 무기징역까지 형량을 높였으며 공소시효도 폐지되었다.
피해자가 입증해야 하는 문제가 있지만 항거불능의 요건도 삭제하고, 장애인 보호·교육 시설의 직원이 장애인을 성폭행하면 법정형의 2분의 1까지 형이 가중된다.

## 참고자료
2006년
05/15  - [쿠키뉴스] “광주 인화학교 교사 13명 “성폭행 피해 제자 고통에 침묵했다” 양심선언”
07/13  - 한겨레 “광주인화학교 ‘장애학생 성폭행’ 축소·은폐”
09/19  - 뉴시스 “인화학교 공익적 이사 선임하라”
2007년
01/23 :  광주 인화학교 성폭력 사건 관련자 5명에 대한 첫 심리- 조선일보 기사 “인화학교 성폭력 공판 통역 논란 '법정 소동'”
05/31 :  교장, 학생들을 폭행 혐의로 고소- 조선일보 기사 “광주 인화교 학생들 女교장에 밀가루 세례”
06/20 :  조선일보 기사 “장애학생 성폭행 교직원 복직...학부모 반발” 보관됨 2015-03-17 - 웨이백 머신
2008년
07/10 :  성폭행 혐의 교직원 집행유예 처분- 조선일보 “성폭행 혐의 학교 前 교직원 2명 항소심서 집유”
2009년
08/22 - 조선일보 “[Why] 피해 학생들 떠나고… 가해 교직원들은 남아”
08/27 - 조선일보 “인화학교 성폭력대책위 "청각장애학생 교육기회 확대" 촉구”
2011년
09/27  - TV리포트 기사 “'도가니' 재조사여론 3만명 육박, 광주인화학교 재조사 될까?”
09/28 – 한겨레신문 “[인화학교 사건 그 후] 피해자들은 여전히 아프다”
12/29  - 비마이너 “전 인화학교 행정실장, 6년만에 성폭행으로 구속”
2012년
01/19  - 비마이너 “인화학교 가해자들과 법인에 손해배상 청구”
06/05  - 뉴시스 “인화대책위 "도가니 사건 국가손배소 광주 이송 반대"”
07/05  - JTBC  “'도가니' 실제 행정실장에 12년형…중형 선고 배경은?”
08/06  - 비마이너 “'도가니' 사회복지사업법 개정안, 5일부터 시행”
09/27  - 뉴시스 “인화학교 법인 前 대표 등 항소심서 징역형”
12/27  - 뉴시스 “인화학교 성폭행 행정실장 항소심서 12년→8년 감형”
2013년
01/20  - 중앙일보 “'인화학교 사건' 교육청 간부 징계는 부당”
04/25  - 뉴시스 “[종합]'도가니' 인화학교 前행정실장 징역8년 확정”
2015년
2015/11/08  - 허핑턴포스트코리아 “'도가니'의 인화학교 성폭력 피해자, 국가배상청구 최종 패소”